# 23 maggio
Il 23 maggio è il 143º giorno del calendario gregoriano (il 144º negli anni bisestili). Mancano 222 giorni alla fine dell'anno.

## Eventi
- 1040 – La battaglia di Dandanqan, nell'attuale Turkmenistan, segna l'ascesa dei selgiuchidi in Medio Oriente
- 1099 – Inizia la costruzione del Duomo di Modena
- 1297 – Con la bolla pontificia Lapis abscissus vengono confermate le precedenti scomuniche dei cardinali Giacomo e Pietro Colonna ora estesa anche a Jacopone da Todi, ai cinque nipoti del cardinale Giacomo Colonna e ai loro eredi dichiarati scismatici
- 1430 – Giovanna d'Arco viene catturata dai Borgognoni davanti a Compiègne
- 1498 – Morte di Savonarola al rogo
- 1520 – Rivolta dei Maya contro i conquistadores
- 1533 – Il tribunale speciale presieduto da Thomas Cranmer, nuovo Arcivescovo di Canterbury, dichiara nullo il matrimonio di Enrico VIII d'Inghilterra con Caterina d'Aragona; cinque giorni dopo, il 28 maggio, dichiara valido quello con Anna Bolena, che il 1º giugno viene incoronata regina, mentre Caterina diventa principessa vedova del principe Arturo Tudor
- 1541 – Jacques Cartier lascia Saint-Malo (Francia) per il suo terzo viaggio
- 1555 – Gian Pietro Carafa viene eletto papa Paolo IV
- 1568 - Battaglia di Heiligerlee: le truppe di Luigi di Nassau, fratello di Guglielmo I d'Orange, sconfiggono a Heiligerlee, nella Signoria di Groninga, una piccola forza di fedeli al duca di Arenberg che stava invadendo le Fiandre
- 1592 – Giordano Bruno è arrestato a Venezia
- 1609 – Ratifica ufficiale del secondo statuto della Virginia
- 1618 – La seconda defenestrazione di Praga fa precipitare la guerra dei trent'anni
- 1701 – Dopo essere stato dichiarato colpevole dell'uccisione di William Moore e di pirateria, il capitano William Kidd viene impiccato a Londra
- 1706 - Durante la guerra di successione spagnola, la grande alleanza (Regno d'Inghilterra, Repubblica delle Sette Province Unite, Sacro Romano Impero) comandata dall’invitto John Churchill, I duca di Marlborough sconfigge i Borbonisti (Regno di Francia, lealisti di Filippo V di Spagna, Elettorato di Colonia, Elettorato di Baviera) nella battaglia di Ramillies.
- 1788 – La Carolina del Sud diventa l'ottavo Stato federato a ratificare la Costituzione degli Stati Uniti
- 1815 – Guerra austro-napoletana: le truppe austriache entrano a Napoli, rimettendo sul trono Ferdinando IV di Napoli e Sicilia
- 1865 – Parata lungo Pennsylvania Avenue a Washington per celebrare la fine della guerra di secessione americana
- 1873 – Il parlamento canadese stabilisce la costituzione della Polizia a cavallo del Nord Ovest (che verrà ribattezzata Reale Polizia a Cavallo Canadese nel 1920), ovvero le forze armate popolarmente note come "giubbe rosse"
- 1886 – Italia: si svolgono le elezioni politiche generali per la XVI legislatura
- 1900 – Il sergente William Harvey Carney diventa il primo afroamericano a ricevere una Medaglia d'onore del Congresso (assegnata per eroismo durante la battaglia di Fort Wagner durante la guerra di secessione americana)
- 1915 – Prima guerra mondiale: il Regno d'Italia dichiara guerra all'Austria, sancendo la propria entrata nella "grande guerra"
- 1934 – Vicino al loro rifugio di Black Lake (Louisiana), i rapinatori di banche Bonnie Parker e Clyde Barrow vengono uccisi in un'imboscata tesa loro dai Texas Rangers
- 1945 – Seconda guerra mondiale: Heinrich Himmler, il capo della Gestapo, si suicida mentre è sotto custodia degli Alleati
- 1949 – Viene istituita la Repubblica Federale Tedesca
- 1958 – L'Explorer 1 cessa le trasmissioni.
- 1960 – Il primo ministro d'Israele David Ben Gurion annuncia la cattura del criminale di guerra nazista Adolf Eichmann
- 1985 – Thomas Patrick Cavanagh viene condannato all'ergastolo per aver tentato di vendere i segreti del bombardiere stealth all'Unione Sovietica
- 1992 – Strage di Capaci: una bomba fa saltare in aria l'autostrada A29 mentre transitano le auto del giudice Giovanni Falcone e della sua scorta
- 1995
  - Sun Microsystems annuncia la nascita del linguaggio di programmazione Java
  - Attentato di Oklahoma City: a Oklahoma City i resti dell'Alfred P. Murrah Federal Building vengono fatti implodere
- 2003 – Lo sherpa nepalese venticinquenne Pemba Dorjie compie la più rapida ascensione dell'Everest nella storia dell'alpinismo, raggiungendo la vetta in 12 ore e 45 minuti
- 2008 - Viene firmato, a Brasilia, il trattato costitutivo dell'UNASUD o Unione delle nazioni sudamericane, comunità politica ed economica integrata per i dodici Stati indipendenti del Sud America
- 2014 - Elezioni europee del 2014

## Nati
Ci sono circa 1 120 voci su persone nate il 23 maggio; vedi la pagina Nati il 23 maggio per un elenco descrittivo o la categoria Nati il 23 maggio per un indice alfabetico.

## Morti
Ci sono circa 500 voci su persone morte il 23 maggio; vedi la pagina Morti il 23 maggio per un elenco descrittivo o la categoria Morti il 23 maggio per un indice alfabetico.

## Feste e ricorrenze

### Civili
Nazionali:
- Giornata della legalità

Internazionali:
- Giornata mondiale delle tartarughe[1]

### Religiose
Cristianesimo:
- San Desiderio di Langres (o da Genova), vescovo e martire
- San Doroteo, monaco russo (Chiesa ortodossa russa)
- Sant'Efebo di Napoli (o Eufebio), vescovo
- Sant'Eufrosina di Polack, badessa
- Santi Eutizio e Fiorenzo, monaci
- San Fedele di Strasburgo, vescovo
- San Giovanni Battista de' Rossi, sacerdote
- San Guglielmo di Rochester, martire
- San Guiberto di Gembloux, monaco
- Sant'Ilarione Jugskie, monaco russo (Chiesa ortodossa russa)
- Santi Lucio, Montano e compagni, martiri
- Santi Martiri di Cappadocia
- Santi Martiri di Mesopotamia
- San Michele di Sinnada, vescovo
- Sant'Onorato di Subiaco, abate
- San Ponzio di Condat, monaco
- Santi di Rostov-Jaroslavl' (Chiese di rito orientale)
- San Siagrio di Nizza, vescovo
- San Spes abate
- Beati 20 martiri di Béziers, mercedari
- Beato Cristoforo Soler, mercedario
- Beato Garcia de Cardenas, mercedario
- Beato Giulio da Porto, mercedario
- Beati Giuseppe Kurzawa e Vincenzo Matuszewski, sacerdoti e martiri
- Beato Raimondo Folch, vescovo

Bahá'í:
- Dichiarazione del Báb

Religione romana antica e moderna:
- Tubilustrium Volcani